# Keinovuopio
Keinovuopio är en by i Karesuando socken i Kiruna kommun.
Keinovuopio var den nordligaste byn i Sverige som hade en bofast befolkning. Sedan den 24 augusti 2022 har Kummavuopio, som ligger norr om Keinovuopio, återtagit titeln som Sveriges nordligaste bebodda bosättning. I juni 2020 fanns det enligt Ratsit fyra personer över 16 år registrerade med Keinovuopio som adress. Byn ligger nära Könkämäälven, 90 km nordväst om Karesuando. Byn saknar tillfartsväg i Sverige och kan därför endast nås via en hänggångbro över älven, alternativt över isen på vintern, från den finländska sidan av svensk-finländska gränsen. E8 som går öster om älven är förbindelseväg till Karesuando. I byn finns det två stugor för uthyrning och tidigare fanns det ett renslakteri. Landets allra nordligaste by, Kummavuopio, ligger några kilometer nordväst om Keinovuopio. Det närmaste större samhället i Finland är Kilpisjärvi, som ligger 23 kilometer norrut längs E8. Den norska orten Skibotn ligger ytterligare 43 kilometer norrut.